# Lissodendoryx inaequalis
Lissodendoryx inaequalis är en svampdjursart som först beskrevs av Baer 1906.  Lissodendoryx inaequalis ingår i släktet Lissodendoryx och familjen Coelosphaeridae.
Artens utbredningsområde är havet kring Franska Polynesien. Inga underarter finns listade i Catalogue of Life.